# Polvo en los ojos
Polvo en los ojos es el nombre de un disco del grupo Soziedad Alkoholika lanzado en el año 2000.

## Canciones
| N.º     | Título                                          | Duración |  |
| 1.      | «Intro»                                         | 0:48     |  |
| 2.      | «Polvo en los ojos»                             | 4:01     |  |
| 3.      | «Dosis de violencia»                            | 3:05     |  |
| 4.      | «Buenos momentos»                               | 3:19     |  |
| 5.      | «El máximo daño»                                | 2:25     |  |
| 6.      | «Sokatira»                                      | 3:34     |  |
| 7.      | «Mezquindad»                                    | 2:58     |  |
| 8.      | «Auténtico»                                     | 2:03     |  |
| 9.      | «Pauso bat» (Letra del bertsolari Ion Maia)     | 3:57     |  |
| 10.     | «Cadáver prematuro»                             | 2:48     |  |
| 11.     | «Irrealidades»                                  | 2:43     |  |
| 12.     | «El fin y los medios»                           | 3:35     |  |
| 13.     | «Escapada» (Versión del grupo Dayglo Abortions) | 1:38     |  |
| 36 mins |                                                 |          |  |

## Formación
- Juan - voz
- Jimmy - guitarra
- Javi - guitarra
- Pirulo - bajo
- Roberto - batería